# Кибечи (разъезд)
Кибе́чи (чув. Кипеч разъезчӗ) — разъезд в Канашском районе Чувашской Республики. Входит в состав Среднекибечского сельского поселения.

## География
Находится в центральной части Чувашии, на расстоянии приблизительно 9 км по прямой на север-северо-восток от районного центра города Канаш на участке железнодорожной линии Канаш-Зеленодольск.

## История
Возник в 1928 году. В 1928 году было 10 человек, в 1939 — 9, в 1979 — 20. В 2002 году было 11 дворов, в 2010 — 1 домохозяйство.

## Население
Постоянное население составляло 46 человек (чуваши 89 %) в 2002 году, 2 в 2010.